# Quenten Martinus
Quenten Martinus (* 7. März 1991 in Willemstad, Curaçao, Niederländische Antillen) ist ein niederländischer ehemaliger Fußballspieler.

## Karriere

### Verein
Martinus wurde auf Curaçao geboren, wurde jedoch in der Jugend des SC Heerenveen ausgebildet. Dort stieg er 2010 in die zweite Mannschaft auf und absolvierte in der folgenden Saison am 15. Mai 2011 beim 0:0 gegen Roda JC Kerkrade seinen ersten Profieinsatz in der Eredivisie, als er in der 72. Spielminute für Roy Beerens eingewechselt wurde. Dauerhaft durchsetzen konnte er sich bei Heerenveen jedoch nicht und wurde so 2012 an Sparta Rotterdam in die zweite Liga ausgeliehen. Nach einem nur fünfmonatigen Engagement bei Ferencváros Budapest schloss Martinus sich dem FC Emmen an und absolvierte dort erstmals eine Saison als Stammspieler. 2014 wechselte er in die erste rumänische Liga zum FC Botoșani. Auch dort konnte er sich in der Stammelf festspielen. 2016 ging Martinus nach Japan, zuerst zu Yokohama F. Marinos. Anfang 2018 wechselte er zum Erstligisten Urawa Red Diamonds, mit denen er in seiner ersten Saison den Kaiserpokal gewinnen konnte. Nach 50 Erstligaspielen für die Diamonds wechselte er Anfang 2021 zum Ligakonkurrenten Vegalta Sendai nach Sendai. Nach 15 Erstligaspielen wurde sein Vertrag Ende Juli 2021 nicht verlängert. Am 23. August 2021 verpflichtete ihn der Zweitligist Montedio Yamagata aus der Präfektur Yamagata. Hier stand er bis Saisonende unter Vertrag und absolvierte 13 Ligaspiele. Im Januar 2022 nahm ihn der Erstligaaufsteiger Kyōto Sanga aus Kyōto unter Vertrag. Für Kyōto bestritt er drei Ligaspiele. Nach der Saison wurde sein Vertrag aufgelöst.

### Nationalmannschaft
Am 14. November 2014 debütierte Martinus im Rahmen der Fußball-Karibikmeisterschaft 2014 bei der 2:3-Niederlage gegen Kuba für die Fußballnationalmannschaft von Curaçao. Sein erstes Tor für Curaçao erzielte er beim 5:0-Sieg gegen die Amerikanischen Jungferninseln am 12. Oktober 2018.

## Erfolge
Urawa Red Diamonds
- Kaiserpokal: 2018